# 카메룬군
카메룬군(프랑스어: Forces armées camerounaises)은 카메룬의 군대이다. 군대는 육군, 공군, 해군에서 40,000명의 인원이 있다. 3개의 군사 지역에 걸쳐 군대에 대략 40,000명의 병력이 있다. 대략 1,300명의 병력이 두알라에 본부를 둔 카메룬 해군의 일부이다. 600명 이하의 병력이 공군의 일부이다. 헌병대 (경찰) 또는 정찰 역할을 하는 추가적인 12,500명의 준군사 부대가 있다.
카메룬군은 응가운데레를 포함하여 카메룬 전역에 기지를 두고 있다. 공군 기지는 가루아, 야운데, 두알라, 바멘다에 위치해 있다.
일반적으로 정부에 충성을 유지하고 정권의 안정성을 보장하기 위해 행동했으며 독립적인 정치 세력으로 행동하지 않았다. 프랑스 국방 능력에 대한 전통적인 의존은 줄었지만 프랑스 군사 고문들이 분쟁 중인 바카시반도에 배치될 카메룬군을 준비하는 데 여전히 밀접하게 관여하고 있기 때문에 계속 그렇다.

## 조직

### 육군
40,000명이 넘는 병력으로 육군은 숫자 면에서 가장 중요한 구성 요소로 남아 있다. 육군은 참모진이 야운데에 있는 참모총장 은코아 아텡가의 책임 아래 있다.
육군 부대는 바카시반도와 마주한 늪 같은 해안 지형에서 싸울 수 있도록 훈련과 장비를 갖추고 있다. 카메룬 육군은 최근 몇 년간 나이지리아와의 무력 충돌에 대비했지만 다른 세력에 대한 작전 경험이 없어 변화하는 위협과 대항 전술에 대한 대응 능력을 평가할 수 없다.

### 해군
1999년 5월경 필리프 은자루는 에콘도티티에 근거지를 둔 제21해군대에 의해 자행된 민간인에 대한 학대를 주장하는 신문 기사를 썼다. 5월 말, 은자루는 "그런 기사를 쓰는 것을 멈추고 그의 출처를 공개하라"고 요구한 지역 선장에게 접근했다. 이것을 거부한 은자루는 5일 후 무장 군인들에게 둘러싸인 자신의 집을 발견하고 쿰바로 탈출했다. 이곳에서 그는 2001년 6월, 특별한 이유 없이 경찰에게 폭행을 당했다. 은자루는 지역 당국에 항의했지만, 이후 "그의 불만이 접수되지 않았다"는 것을 알게 되었다.
카메룬의 마린 나시오날 레푸블리크는 2000년 동안 다수의 소형 로드먼 초계함을 인수하고 일부 소형 구형 함정을 퇴역시키면서 능력을 현대화 및 증강시켰다. 다수의 소형 초계함은 프랑스로부터 인수 또는 주문되었다. 최근의 추정에 따르면 해군 전력은 2척의 전투 초계함, 3척의 해안 초계함, 그리고 해군과 지역 헌병대에 할당된 약 30척의 소형 해안 및 하천 초계함으로 구성되어 있다. 여기에는 병력 투입을 위해 소형 함정을 운반 및 진수할 수 있는 135톤급 윈난급 상륙정 2척이 포함된다. 로아다시외 P103과 바카시 P104를 유효 전투 상태로 전환하기 위한 장비 요구를 평가하기 위한 일부 노력이 이루어졌다. 이로 인해 무기 능력이 감소하여 서비스 능력이 향상되었으며, 현재는 미사일 공격 능력이 사실상 없는 상태이다. 바카시(P48S 유형)는 1999년 8월, 프랑스 로리앙에서 대대적인 수리를 완료했다. 여기에는 엑소셋 미사일 시스템과 EW 장비를 제거하고, 워터라인 배기구를 교체하기 위해 메인 마스트의 뒷단 깔때기를 장착하는 것이 포함되었다. 새로운 레이더도 설치되었다. 바카시는 현재 40mm 대포로만 무장하고 있다. 비제트(P48 대형 초계함)급 로아다시외는 SS-12M 미사일에 장착되어 있지만, 이는 시동이 걸리지 않았으며, 1995년 이후 해상에서 보고된 적이 없어 운영 상태가 의심스럽다. 사르티에-마르트르 알프레드 모토 초계함은 1991년에 사용 중단된 것으로 등재되었지만, 이후 다시 활성화되었다.

### 공군
공군은 가루아, 쿠타바, 야운데, 두알라, 바멘다에 기지를 가지고 있다. 카메룬 공군은 프랑스로부터 독립한 해인 1960년에 창설되었다. 공군에는 400명 이하의 병력이 있다. 카메룬 공군은 9대의 전투가 가능한 항공기를 가지고 있다.

### 헌병대
헌병대는 2016년 기준 약 9,000명의 군인으로 구성된 준군사조직이다. 그것은 전국에서 법 집행과 국가 안보 책임을 모두 수행한다.